# Heterocladium dimorphum
Heterocladium dimorphum là một loài Rêu trong họ Thuidiaceae. Loài này được (Brid.) Schimp. mô tả khoa học đầu tiên năm 1852.